# ماركوس ليما
ماركوس ليما (14 فبراير 1990 في البرازيل - ) هو لاعب كرة قدم برازيلي في مركز الدفاع.

## وصلات خارجية
- ماركوس ليما على موقع Soccerway.com (الإنجليزية)